# Hiéroglyphe égyptien E31
Pour les articles homonymes, voir Chèvre (homonymie).
La chèvre, en hiéroglyphes égyptiens, est classifiée dans la section E « Mammifères » de la liste de Gardiner ; cet hiéroglyphe y est noté E31.

## Représentation
Il représente une chèvre (Capra hircus) portant un sceau (hiéroglyphe S20) à son cou. Il est translittéré sˁḥ.

## Utilisation
| s | a · H | E31 |

| s | a · H | E31 |

| S20 |

| S20 |

## Exemples de mots
| s | i | H | E31 |

| s | i | H | E31 |

| s | a | H | E31 | A1 |

| s | a | H | E31 | A1 |

| s | a | H | E31 |

| s | a | H | E31 |